# 田辺駅

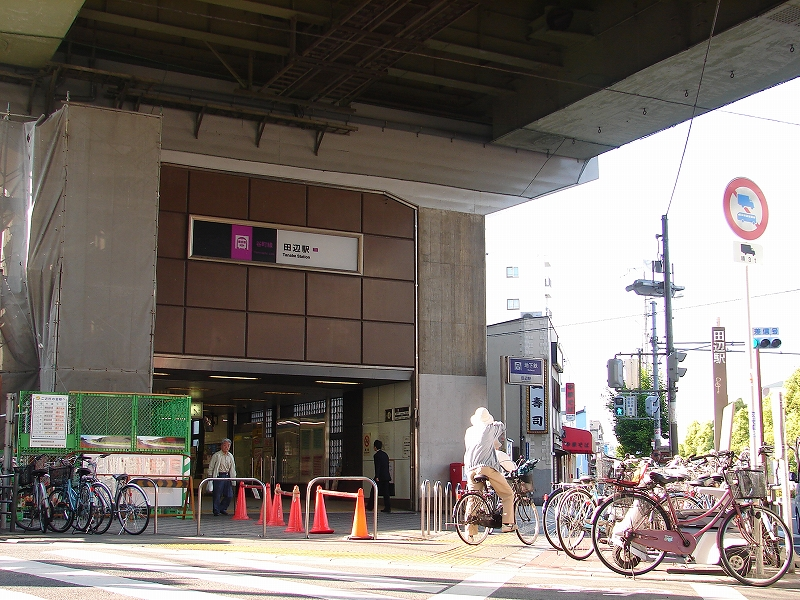
大阪市交通局時代の田辺駅(2008年)

田辺駅（たなべえき）は、大阪府大阪市東住吉区田辺一丁目にある、大阪市高速電気軌道 (Osaka Metro) 谷町線の駅。駅番号はT30。

## 歴史
旧南海平野線田辺停留場の代替駅（代替なく廃止された股ヶ池停留場の替わりもある程度果たしていると考えられる）。

### 年表
- 1980年（昭和55年）11月27日：谷町線天王寺 - 八尾南間延伸時に開業[1]。
- 2018年（平成30年）4月1日：大阪市交通局の民営化により、大阪市高速電気軌道 (Osaka Metro) の駅となる。

## 駅構造
島式ホーム1面2線を持つ地下駅である。地下鉄路線としては珍しく、改札およびコンコースは地上駅舎（阪神高速道路の高架下）にある。
当駅は、平野管区駅の所属で平野駅が管轄している。
駒川中野駅と同様に改札口（地上階） - ホーム（地下1階）を直通で移動できる上りエスカレータ・エレベータが完備されている。売店は改札内にあったが、2011年1月末に閉店した。

### のりば
| 番線 | 路線   | 行先                     |
| ---- | ------ | ------------------------ |
| 1    | 谷町線 | 八尾南方面               |
| 2    | 谷町線 | 天王寺・東梅田・大日方面 |

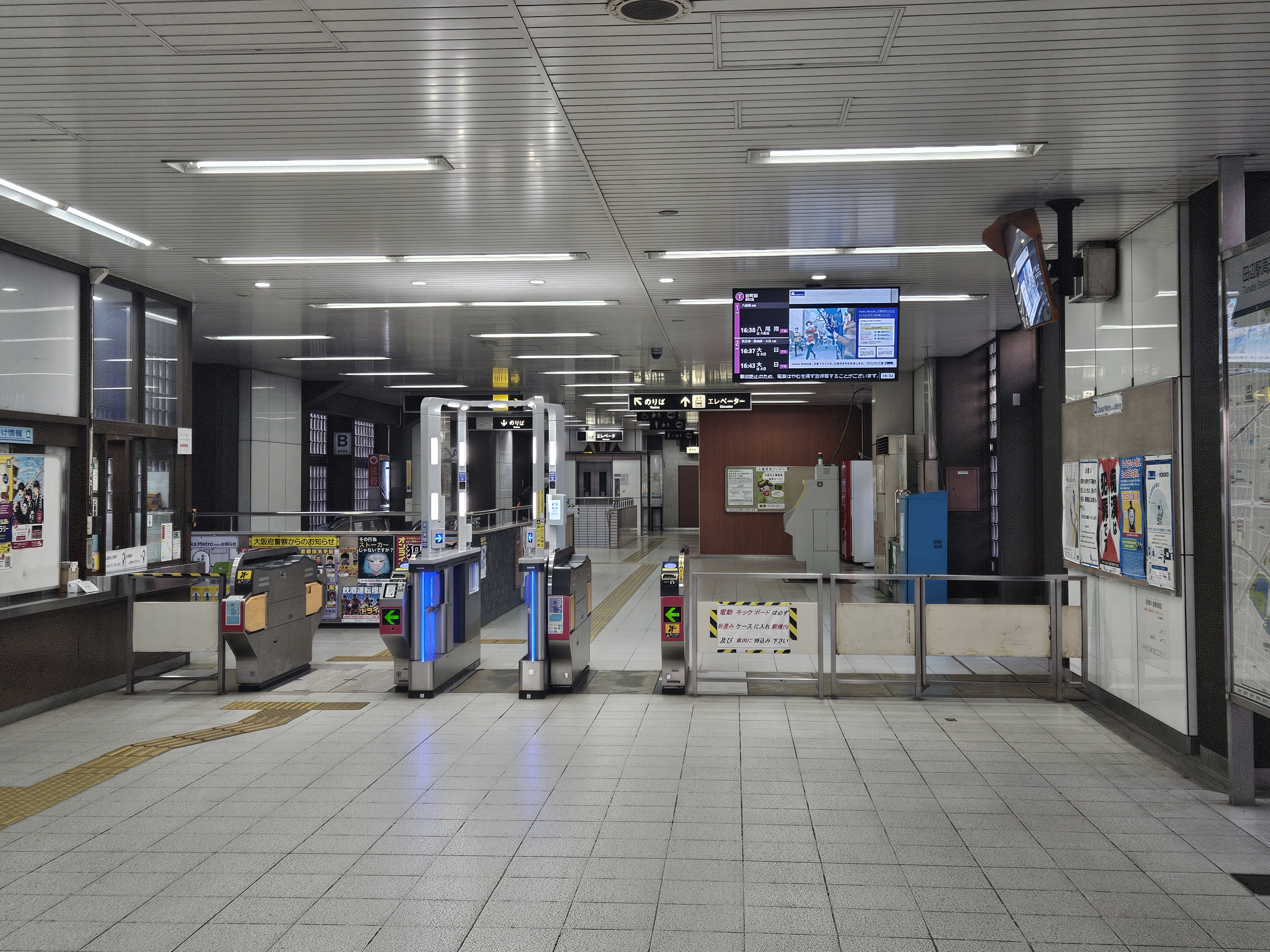
改札口（2025年2月）
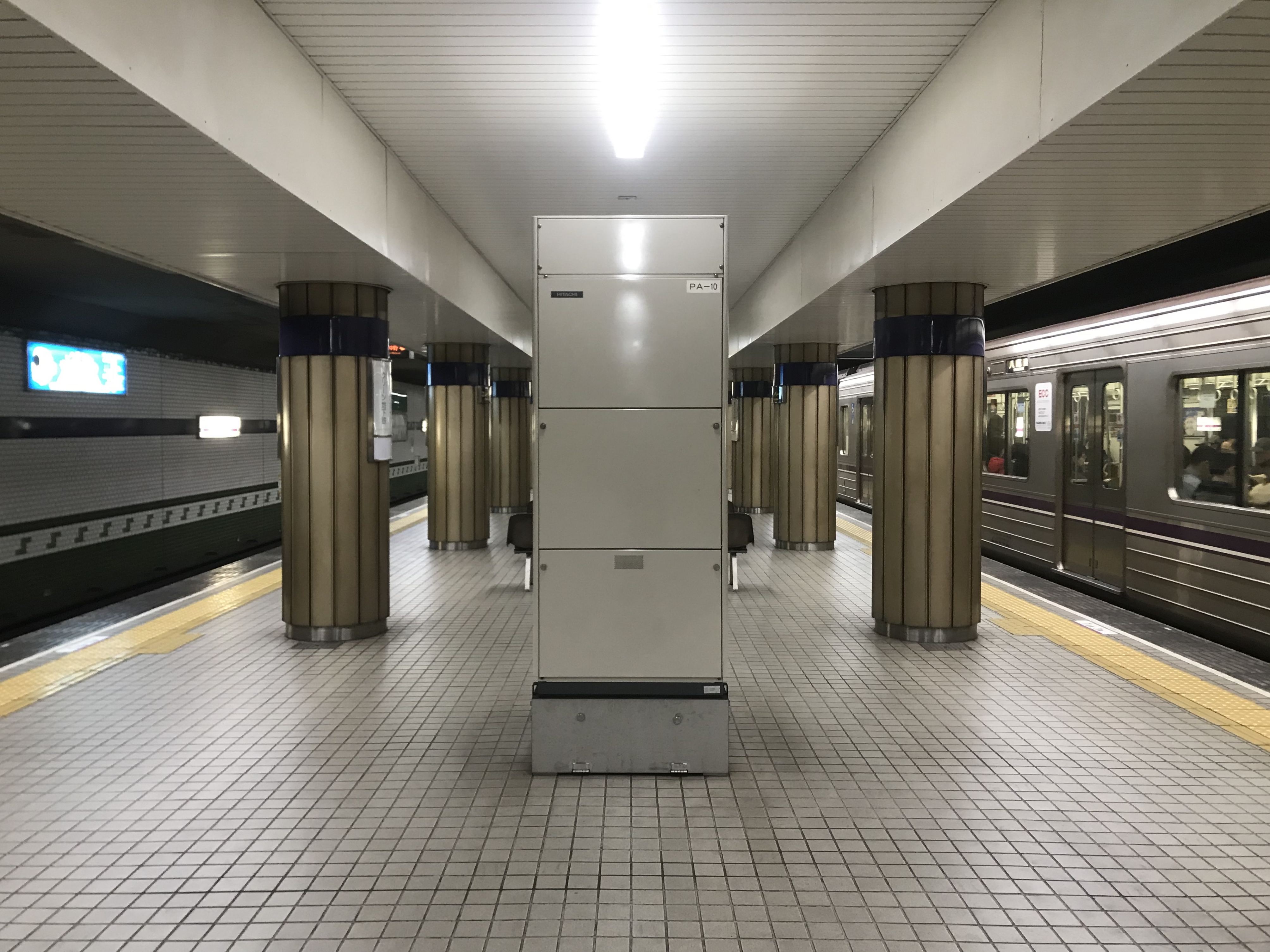
ホーム（2019年1月）

### 出口
| 出口番号 | 出口周辺                                              | 備考 |
| -------- | ----------------------------------------------------- | ---- |
| 1        | 東住吉合同庁舎・区役所・保健所 市立阿倍野青年センター |      |

## 利用状況
2024年11月12日の1日乗降人員は9,379人（乗車人員：4,809人、降車人員：4,570人）である。谷町線の駅の中では乗降人員が最も少ない。
各年度の特定日における利用状況は下表の通りである。なお1995年度の記録については1996年に行われた調査であるが、会計年度上表中に記載の年度となる。
| 年度               | 調査日   | 乗車人員 | 降車人員 | 乗降人員 | 出典          | 出典          |
| 年度               | 調査日   | 乗車人員 | 降車人員 | 乗降人員 | メトロ        | 大阪府        |
| ------------------ | -------- | -------- | -------- | -------- | ------------- | ------------- |
| 1981年（昭和56年） | 11月10日 | 3,482    | 3,332    | 6,814    |               | [ 大阪府 1 ]  |
| 1985年（昭和60年） | 11月12日 | 4,249    | 3,843    | 8,092    |               | [ 大阪府 2 ]  |
| 1987年（昭和62年） | 11月10日 | 4,077    | 3,917    | 7,994    |               | [ 大阪府 3 ]  |
| 1990年（平成02年） | 11月06日 | 4,409    | 4,119    | 8,528    |               | [ 大阪府 4 ]  |
| 1995年（平成07年） | 02月15日 | 4,394    | 4,122    | 8,516    |               | [ 大阪府 5 ]  |
| 1998年（平成10年） | 11月10日 | 4,331    | 3,925    | 8,256    |               | [ 大阪府 6 ]  |
| 2007年（平成19年） | 11月13日 | 4,209    | 3,951    | 8,160    |               | [ 大阪府 7 ]  |
| 2008年（平成20年） | 11月11日 | 4,339    | 4,029    | 8,368    |               | [ 大阪府 8 ]  |
| 2009年（平成21年） | 11月10日 | 4,157    | 3,808    | 7,965    |               | [ 大阪府 9 ]  |
| 2010年（平成22年） | 11月09日 | 4,016    | 3,738    | 7,754    |               | [ 大阪府 10 ] |
| 2011年（平成23年） | 11月08日 | 4,079    | 3,715    | 7,794    |               | [ 大阪府 11 ] |
| 2012年（平成24年） | 11月13日 | 4,131    | 3,833    | 7,964    |               | [ 大阪府 12 ] |
| 2013年（平成25年） | 11月19日 | 4,208    | 3,896    | 8,104    | [ メトロ 1 ]  | [ 大阪府 13 ] |
| 2014年（平成26年） | 11月11日 | 4,194    | 3,874    | 8,068    | [ メトロ 2 ]  | [ 大阪府 14 ] |
| 2015年（平成27年） | 11月17日 | 4,457    | 4,149    | 8,606    | [ メトロ 3 ]  | [ 大阪府 15 ] |
| 2016年（平成28年） | 11月08日 | 4,462    | 4,184    | 8,646    | [ メトロ 4 ]  | [ 大阪府 16 ] |
| 2017年（平成29年） | 11月14日 | 4,808    | 4,390    | 9,198    | [ メトロ 5 ]  | [ 大阪府 17 ] |
| 2018年（平成30年） | 11月13日 | 4,935    | 4,629    | 9,564    | [ メトロ 6 ]  | [ 大阪府 18 ] |
| 2019年（令和元年） | 11月12日 | 4,975    | 4,633    | 9,608    | [ メトロ 7 ]  | [ 大阪府 19 ] |
| 2020年（令和02年） | 11月10日 | 4,453    | 4,276    | 8,729    | [ メトロ 8 ]  | [ 大阪府 20 ] |
| 2021年（令和03年） | 11月16日 | 4,401    | 4,241    | 8,642    | [ メトロ 9 ]  | [ 大阪府 21 ] |
| 2022年（令和04年） | 11月15日 | 4,573    | 4,339    | 8,912    | [ メトロ 10 ] | [ 大阪府 22 ] |
| 2023年（令和05年） | 11月07日 | 4,796    | 4,536    | 9,332    | [ メトロ 11 ] | [ 大阪府 23 ] |
| 2024年（令和06年） | 11月12日 | 4,809    | 4,570    | 9,379    | [ メトロ 12 ] |               |

## 駅周辺
- 桃ヶ池公園

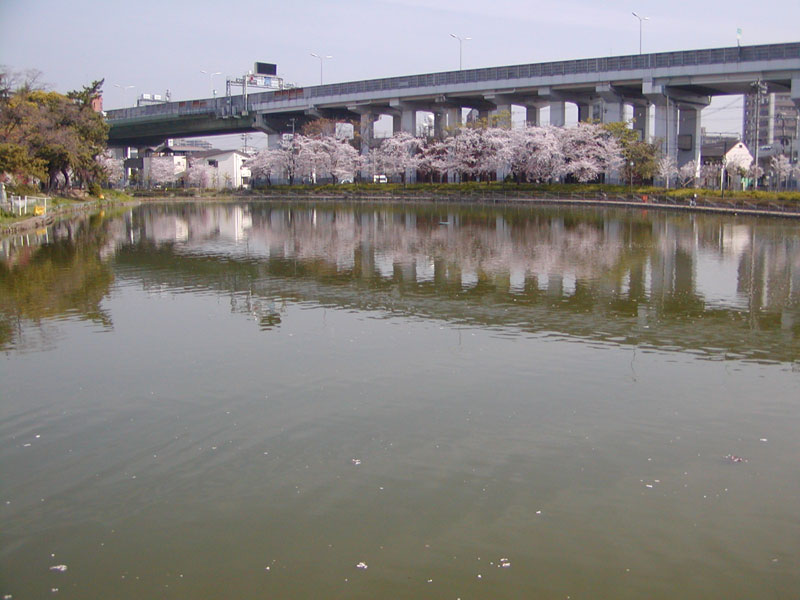
桃ヶ池（2007年4月。桃ヶ池公園内）

  - 桃ヶ池公園市民活動センター（旧・大阪市立阿倍野青年センター）
- 法楽寺
- 西元寺
- 模擬原爆投下跡地
- 大阪市立田辺小学校
- 東住吉北田辺郵便局
- 阪神高速14号松原線
- 大阪府道26号大阪狭山線

## 隣の駅
大阪市高速電気軌道 (Osaka Metro)
 谷町線
文の里駅 (T29) - 田辺駅 (T30) - 駒川中野駅 (T31)
- ( ) 内は駅番号を示す。

### 記事本文

### 利用状況
1. ↑  路線別駅別乗降人員 - 大阪市高速電気軌道
2. ↑  大阪府統計年鑑 - 大阪府
3. ↑  大阪市統計書 - 大阪市

#### 大阪市高速電気軌道
1. ↑  路線別乗降人員 （2013年11月19日（火）交通調査） (PDF)
2. ↑  路線別乗降人員 （2014年11月11日（火）交通調査） (PDF)
3. ↑  路線別乗降人員 （2015年11月17日（火）交通調査） (PDF)
4. ↑  路線別乗降人員 （2016年11月8日（火）交通調査） (PDF)
5. ↑  路線別乗降人員 （2017年11月14日（火）交通調査） (PDF)
6. ↑  路線別乗降人員 （2018年11月13日（火）交通調査） (PDF)
7. ↑  路線別乗降人員 （2019年11月12日（火）交通調査） (PDF)
8. ↑  路線別乗降人員 （2020年11月10日（火）交通調査） (PDF)
9. ↑  路線別乗降人員 （2021年11月16日（火）交通調査） (PDF)
10. ↑  路線別乗降人員 （2022年11月15日（火）交通調査） (PDF)
11. ↑  路線別乗降人員 （2023年11月7日（火）交通調査） (PDF)
12. ↑  路線別乗降人員 （2024年11月12日（火）交通調査） (PDF)

#### 大阪府統計年鑑
1. ↑  大阪府統計年鑑（昭和57年） (PDF)
2. ↑  大阪府統計年鑑（昭和61年） (PDF)
3. ↑  大阪府統計年鑑（昭和63年） (PDF)
4. ↑  大阪府統計年鑑（平成3年） (PDF)
5. ↑  大阪府統計年鑑（平成8年） (PDF)
6. ↑  大阪府統計年鑑（平成11年） (PDF)
7. ↑  大阪府統計年鑑（平成20年） (PDF)
8. ↑  大阪府統計年鑑（平成21年） (PDF)
9. ↑  大阪府統計年鑑（平成22年） (PDF)
10. ↑  大阪府統計年鑑（平成23年） (PDF)
11. ↑  大阪府統計年鑑（平成24年） (PDF)
12. ↑  大阪府統計年鑑（平成25年） (PDF)
13. ↑  大阪府統計年鑑（平成26年） (PDF)
14. ↑  大阪府統計年鑑（平成27年） (PDF)
15. ↑  大阪府統計年鑑（平成28年） (PDF)
16. ↑  大阪府統計年鑑（平成29年） (PDF)
17. ↑  大阪府統計年鑑（平成30年） (PDF)
18. ↑  大阪府統計年鑑（令和元年） (PDF)
19. ↑  大阪府統計年鑑（令和2年） (PDF)
20. ↑  大阪府統計年鑑（令和3年） (PDF)
21. ↑  大阪府統計年鑑（令和4年） (PDF)
22. ↑  大阪府統計年鑑（令和5年） (PDF)
23. ↑  大阪府統計年鑑（令和6年） (PDF)